# Salat Lehel
Salat Lehel (Csíkszereda, 1959. július 26. –) romániai magyar színész, egyetemi oktató. Jelenleg a Kolozsvári Állami Magyar Színházban tevékenykedik.

## Élete
1983 és 1987 között a Kolozsvári Állami Magyar Opera szólistája volt.
Színészi munkája mellett 1993-tól osztályvezető tanár, a kolozsvári Babeș–Bolyai Tudományegyetem Színművészeti Tanszékének egyetemi adjunktusa.
2012-től a Miskolci Nemzeti Színház tagja is.

## Szerepei

### AKolozsvári Állami Magyar Színházban
- 1991/1992
  - Srác, Spiró György: Csirkefej
  - Vendég, Eugène Ionesco: A kopasz énekesnő
- 1992/1993
  - Demetrius, William Shakespeare: Szentivánéji álom
  - Révész Zoli, Lázár Ervin: Bab Berci kalandjai
- 1993/1994
  - Kaminski, Spiró György: Az imposztor
- 1994/1995
  - Sebastian, William Shakespeare: Vízkereszt
  - La Grange, Mihail Bulgakov: Képmutatók cselszövése
- 1995/1996
  - Elnök, Witold Gombrowicz: Operett
- 1996/1997
  - Talpighy gróf, Parti Nagy Lajos: Ibusár
  - Úristen, Patriarcha, Szent Péter, Madách Imre: Az ember tragédiája
- 1997/1998
  - Aeneas, William Shakespeare: Troilus és Cressida
- 1998/1999
  - Antonio, William Shakespeare: A vihar
  - Fűrész Róbert, Bertolt Brecht: Koldusopera
- 2000/2001
  - Tréville kapitány, Alexandre Dumas: A három testőr
  - James Freeman, Timberlake Wertenbaker: Kinek kell a színház?
- 2001/2002
  - Bányai Jenő,  Kellér Dezső: A szabin nők elrablása
  - Turai Sándor, Molnár Ferenc: Játék a kastélyban
- 2002/2003
  - Tonino, Dottore, Carlo Goldoni: Komédiaszínház
  - Noé, Benjamin Britten - Visky András - Selmeczi György: A vasárnapi iskola, avagy Noé bárkája
  - Cornelius, Christopher Marlowe: Doktor Faustus tragikus históriája
- 2003/2004
  - Bulldog hadnagy, Tom Stoppard: Bulldog hadnagy Magritte nyomán
- 2004/2005
  - Katona,  Euripidész: Bakkhánsnők
  - Anzoletto, Carlo Goldoni: Velencei terecske
  - Altiszt, Georg Büchner: Woyzeck
  - A menyasszony apja, Feketeszemű rózsák
- 2005/2006
  - András, Visky András: Tanítványok
  - Kreón, Szophoklész: Oidipusz király
- 2006/2007
  - Kar, Visky András: Hosszú péntek
  - Az éj várfalainak őre, Énekek éneke
- 2007/2008
  - I Marco, Simone fia, Giacomo Puccini: Gianni Schicchi
  - Asamer, Thomas Bernhard: A vadásztársaság
  - Solvejg apja, Ballon, Huhu, Henrik Ibsen: Peer Gynt
  - Paresziján, Kaurin, Danilo Kiš: Borisz Davidovics síremléke
- 2008/2009
  - Lord Stanley, William Shakespeare: III. Richárd
  - Billaud-Varennes, Georg Büchner: Danton halála
- 2009/2010
  - Férfi, Visky András: Visszaszületés
  - Prologus, Licida, Balassi Bálint: Szép magyar komédia (felolvasószínházi előadás)
  - Sztyepán Trofimovics Verhovenszkij, Fjodor Mihajlovics Dosztojevszkij: Ördögök
  - Lichtenstejn, Hanoch Levin: Téli temetés

### Televízió
- Bátrak földje (2020) – Lobsinger Ödön
- Drága örökösök (2020) – bíró
- Mellékhatás (2023) – Ferenc atya
- A renitens (2024) – Garai

## Díjai, elismerései
- Legjobb alternatív előadás díj, Országos Diákszínjátszó Fesztivál, Galați, 1987, Sigmond István: Makk hetes c. előadásának rendezéséért
- Az Országos Diákszínjátszó Fesztivál nagydíja, Ploiești, 1988, Fodor Sándor: Csipikeee!! c. előadásának rendezéséért

## Interjúk
- Rendszerváltó harmincasok: Salat Lehel szerint ma sokkal inkább veszélyben van belső szabadságunk Kiss Judit riportja